# Ga Seongsu

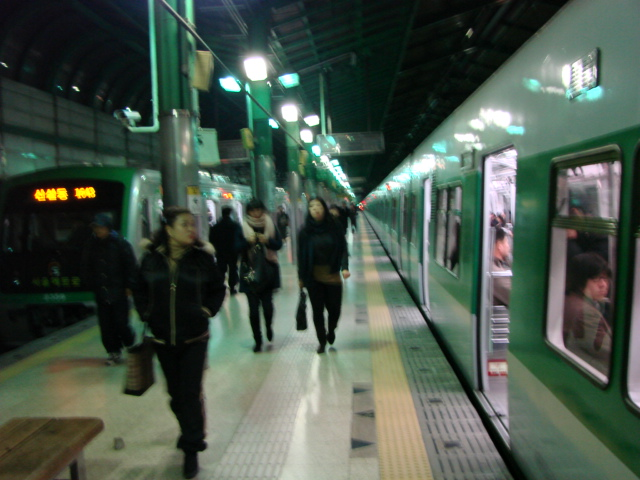
Chuyển phẳng giữa đường chính lưu thông bên ngoài và đường nhánh Seongsu, trước khi lắp đặt cửa lưới. Đoàn tàu VVVF số 2000 của Tập đoàn Vận tải Seoul đang tiến đến sân ga Sinseol-dong của Tuyến Seongsuji (trái) và đoàn tàu GEC số 2000 của Tổng công ty Vận tải Seoul đang ở sân ga lưu thông bên ngoài (bên phải).

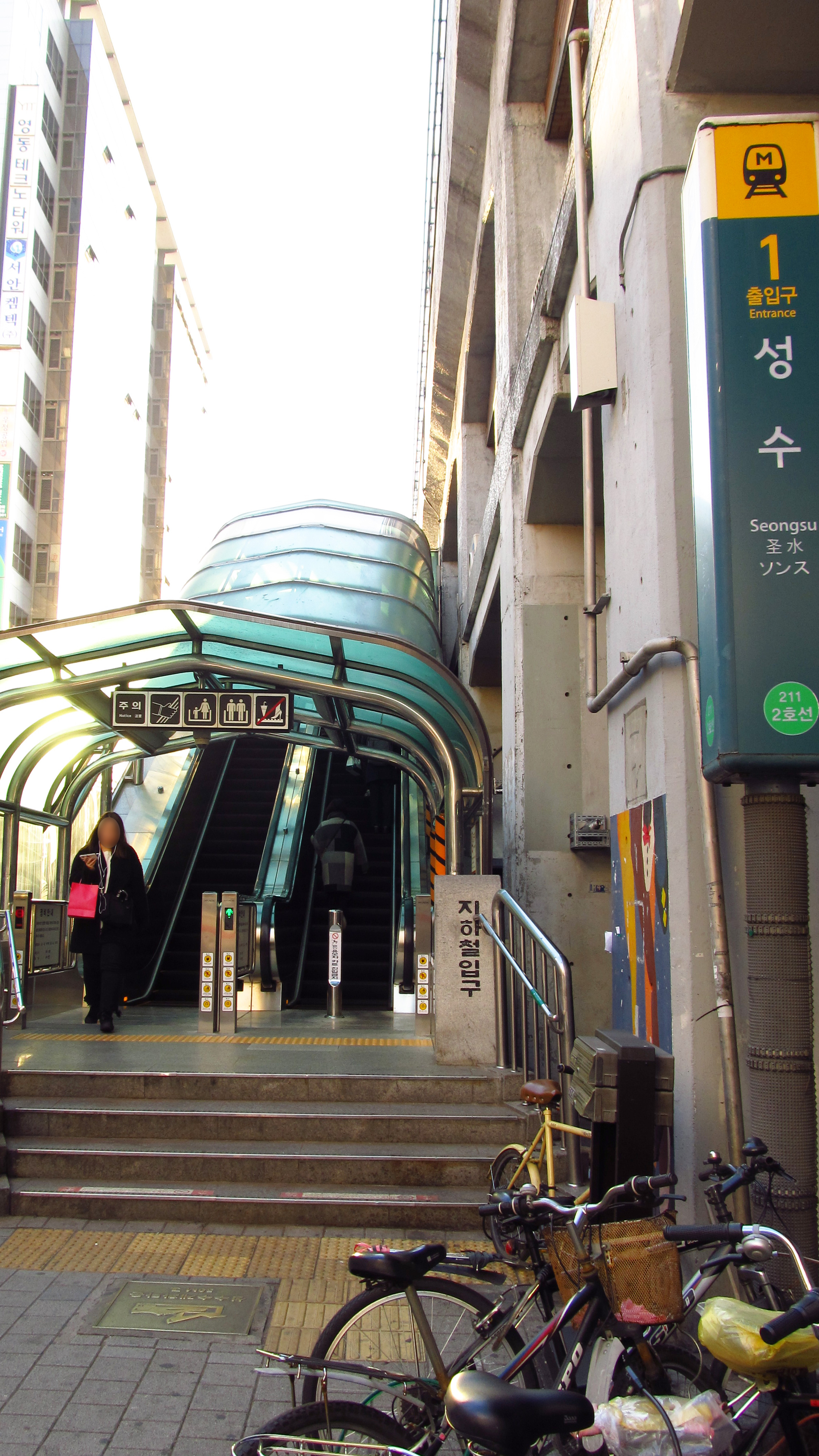
Ga Seongsu Lối ra 1

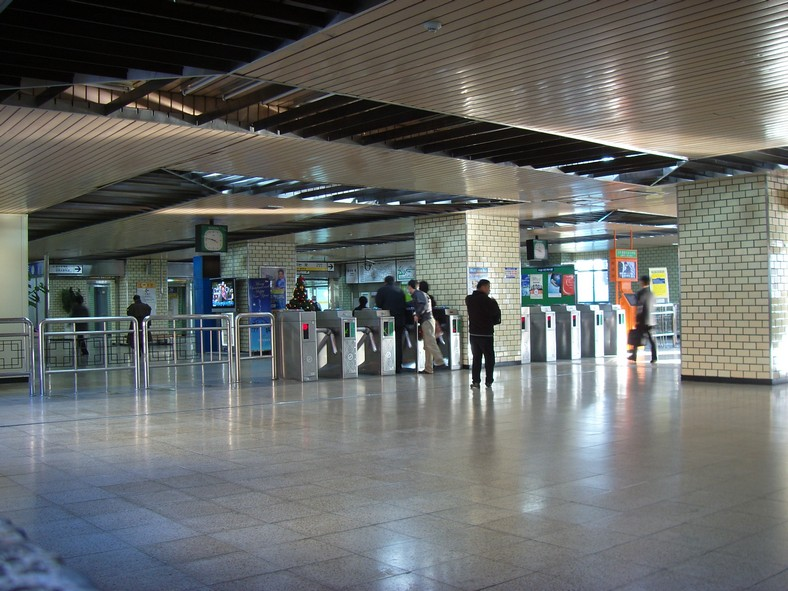
Cửa soát vé

Ga Seongsu (Tiếng Hàn: 성수역, Hanja: 聖水驛) là ga tàu điện ngầm và ga trung chuyển cho Tàu điện ngầm Seoul tuyến 2 và Tuyến nhánh Seongsu ở Achasan-ro, Seongdong-gu, Seoul. Nó cũng là ga cuối phía đông nam của Tuyến nhánh Seongsu của Tuyến số 2 đến Sinseol-dong. Các chuyến tàu cần được bảo dưỡng đi đến Tuyến nhánh Seongsu từ ga này và đi đến Ga Gunja phía sau Ga Yongdap.

## Lịch sử
- 31 tháng 10 năm 1980: Hoạt động kinh doanh bắt đầu với việc khai trương Ga Sinseol-dong ~ Ga Khu liên hợp Thể thao thuộc Tàu điện ngầm Seoul tuyến 2
- 16 tháng 9 năm 1983: Đoạn Ga Euljiro 1(il)-ga ~ Ga Seongsu của Tàu điện ngầm Seoul tuyến 2 được khai trương và trở thành ga trung chuyển.

## Bố cục nhà ga
| ↓ Depot Gunja      | Ttukseom ↑ | Yongdap ↑ |
| \| ３１ \| ２４ \| |            |           |
| ↓ Đại học Konkuk   |            |           |

| ３ | ● Tuyến 2             | → Bắt đầu từ ga này (Hướng đi Đại học Konkuk)             |
| １ | ● Tuyến 2             | → Hướng đi Đại học Konkuk · Jamsil · Samseong · Gangnam → |
| ２ | ● Tuyến 2             | ← Hướng đi Wangsimni · Euljiro 3(sam)-ga · Tòa thị chính  |
| ４ | ● Tuyến nhánh Seongsu | → Hướng đi Yongdap · Sindap · Yongdu · Sinseol-dong →     |
| ４ | ● Tuyến 2             | → Kết thúc tại ga này (Tàu từ Đại học Konkuk)             |

1. ↑  Các chuyến tàu đến Ga Seongsu theo hướng bên trong đi vào bùng binh qua sân ga 1 và sau đó được đưa đến Depot Gunja qua sân ga số 3 trên tuyến đi .
2. ↑  Tàu đi khởi hành sau khi đỗ ở làn rẽ qua sân ga số 3 hướng đi.
3. ↑  Chuyến tàu đến Ga Seongsu theo hướng ngoài cùng được chuyển đến Depot Gunja qua Sân ga số 4.

| Tuyến và hướng                                                      | Chuyển tuyến nhanh |
| ------------------------------------------------------------------- | ------------------ |
| Tuyến 2 (Vòng trong: Hướng Jamsil) → Tuyến 2 Tuyến nhánh Seongsu    | 10-4               |
| Tuyến 2 (Vòng ngoài: Hướng Wangsimni) → Tuyến 2 Tuyến nhánh Seongsu | 4-1 ~ 7-4          |
| Tuyến 2 Tuyến nhánh Seongsu → Tuyến 2 (Vòng trong)                  | 4-4                |
| Tuyến 2 Tuyến nhánh Seongsu → Tuyến 2 (Vòng ngoài)                  | Tất cả các cửa     |

## Xung quanh nhà ga
- Lối ra 1: Phố giày thủ công Seongsu-dong, Hướng Ga Ttukseom
- Lối ra 2: Hướng tới Trung tâm cộng đồng Seongsu 2-ga 3-dong, Trường tiểu học Seoul Seongsu, Ngã tư Seongsu, Ga Đại học Konkuk
- Lối ra 3: Trung tâm cộng đồng Seongsu 2-ga 1-dong, Cơ quan quản lý lao động và việc làm khu vực Seoul Chi nhánh phía đông Seoul, Trung tâm phúc lợi việc làm Seongdong Gwangjin, Trung tâm Seongdong 50 Plus, Trường trung học cơ sở Seongwon, E-Mart Chi nhánh Seongsu, Trường trung học cơ sở Kyungsu
- Lối ra 4: Trường tiểu học Seoul Kyungdong, Hướng Ga Ttukseom, Trường trung học kỹ thuật Seongsu

## Thay đổi hành khách
| Năm                                        | Số lượng hành khách (người) | Ghi chú |
| ------------------------------------------ | --------------------------- | ------- |
| 1994                                       | 48,085                      |         |
| 1995                                       | 47,430                      |         |
| 1996                                       | 41,906                      |         |
| 1997                                       | 40,379                      |         |
| 1998                                       | 39,609                      |         |
| 1999                                       | —                           |         |
| 2000                                       | 40,942                      |         |
| 2001                                       | 42,070                      |         |
| 2002                                       | 44,001                      |         |
| 2003                                       | 43,638                      |         |
| 2004                                       | 47,904                      |         |
| 2005                                       | 45,583                      |         |
| 2006                                       | 44,733                      |         |
| 2007                                       | 44,536                      |         |
| 2008                                       | 43,938                      |         |
| 2009                                       | 44,646                      |         |
| 2010                                       | 45,401                      |         |
| 2011                                       | 48,756                      |         |
| 2012                                       | 49,285                      |         |
| 2013                                       | 50,486                      |         |
| 2014                                       | 50,797                      |         |
| 2015                                       | 51,636                      |         |
| 2016                                       | 52,930                      |         |
| 2017                                       | 54,685                      |         |
| 2018                                       | 56,286                      |         |
| 2019                                       | 60,192                      |         |
| 2020                                       | 53,231                      |         |
| 2021                                       | 58,499                      |         |
| 2022                                       | 67,849                      |         |
| Nguồn                                      |                             |         |
| : Phòng dữ liệu Tổng công ty Vận tải Seoul |                             |         |

## Thư viện

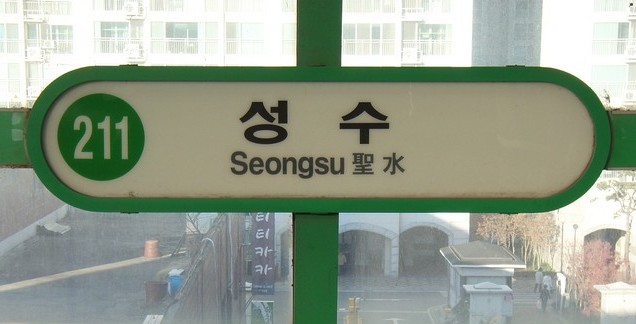
Ga Seongsu 1
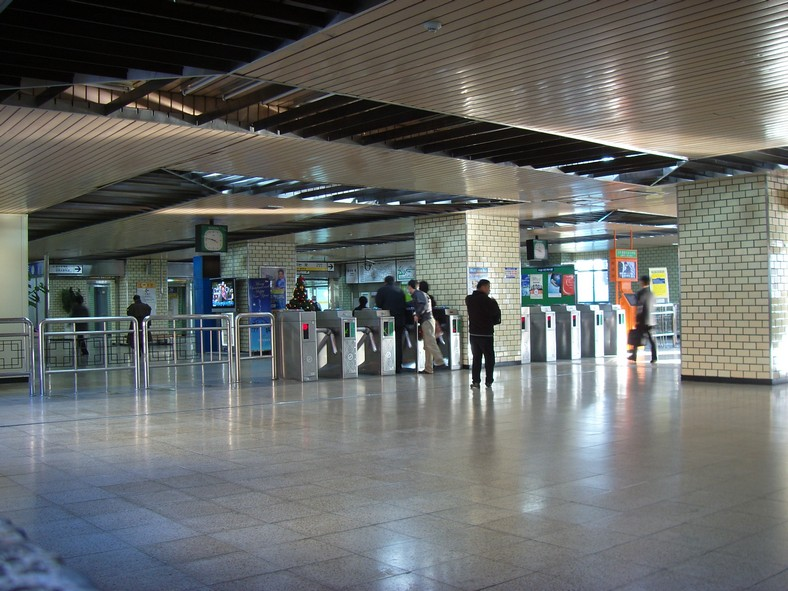
Ga Seongsu 2
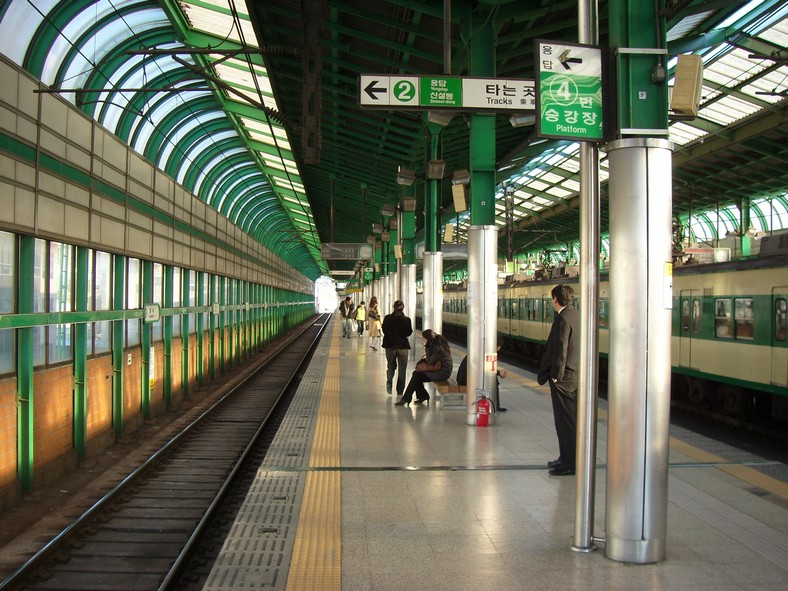
Ga Seongsu 3
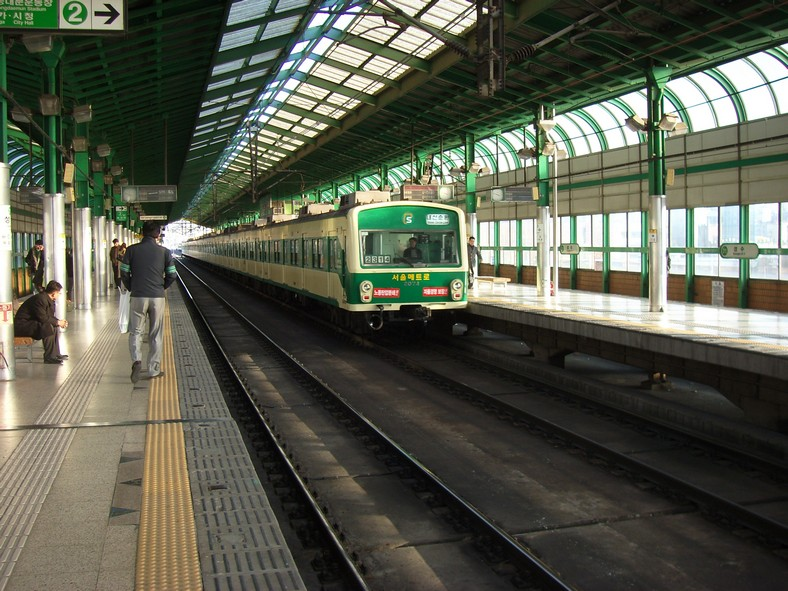
Ga Seongsu 4
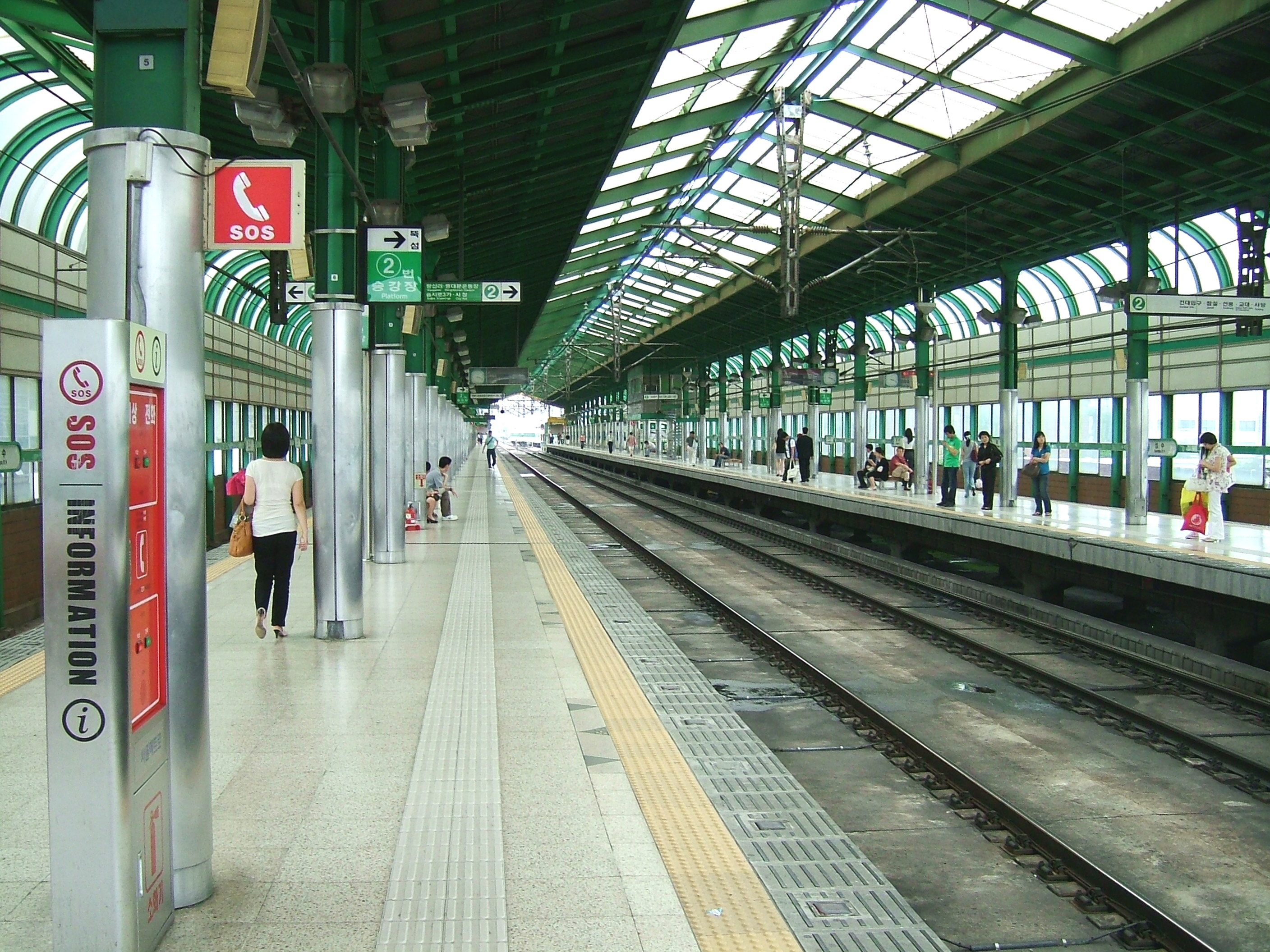
Ga Seongsu 5